# Zidedê-de-encontro
Formigueirinho-d'ombros-ruivos ou zidedê-de-encontro (Euchrepomis humeralis) é uma espécie de pássaro pertencente à família dos tamnofilídeos. Pode ser encontrada no extremo noroeste da Bolívia, Peru, Equador e oeste do Brasil. Seu habitat natural é de florestas subtropicais ou tropicais úmidas de baixa altitude.